# Antigaullisme

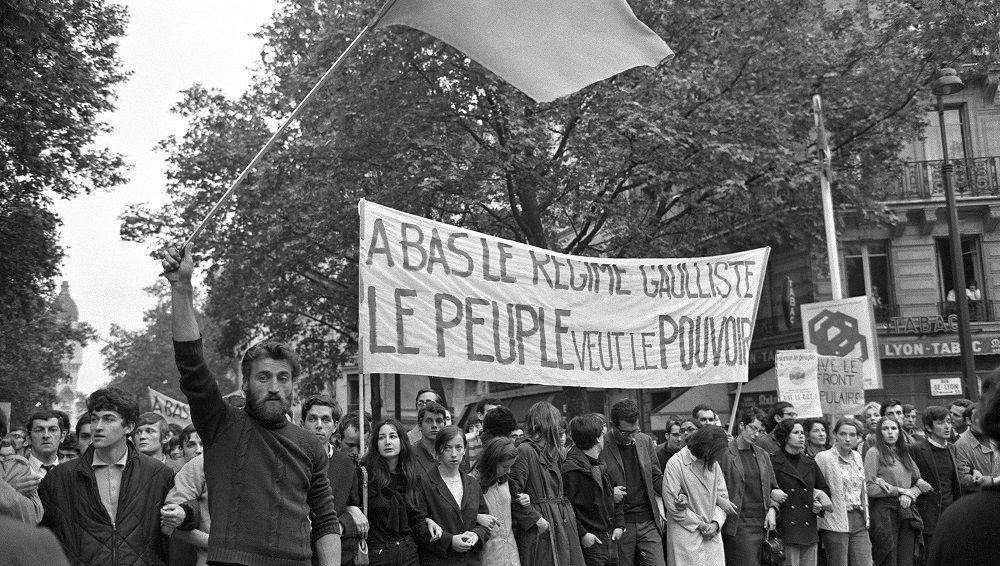
Manifestation antigaulliste en Mai 68 à Paris.

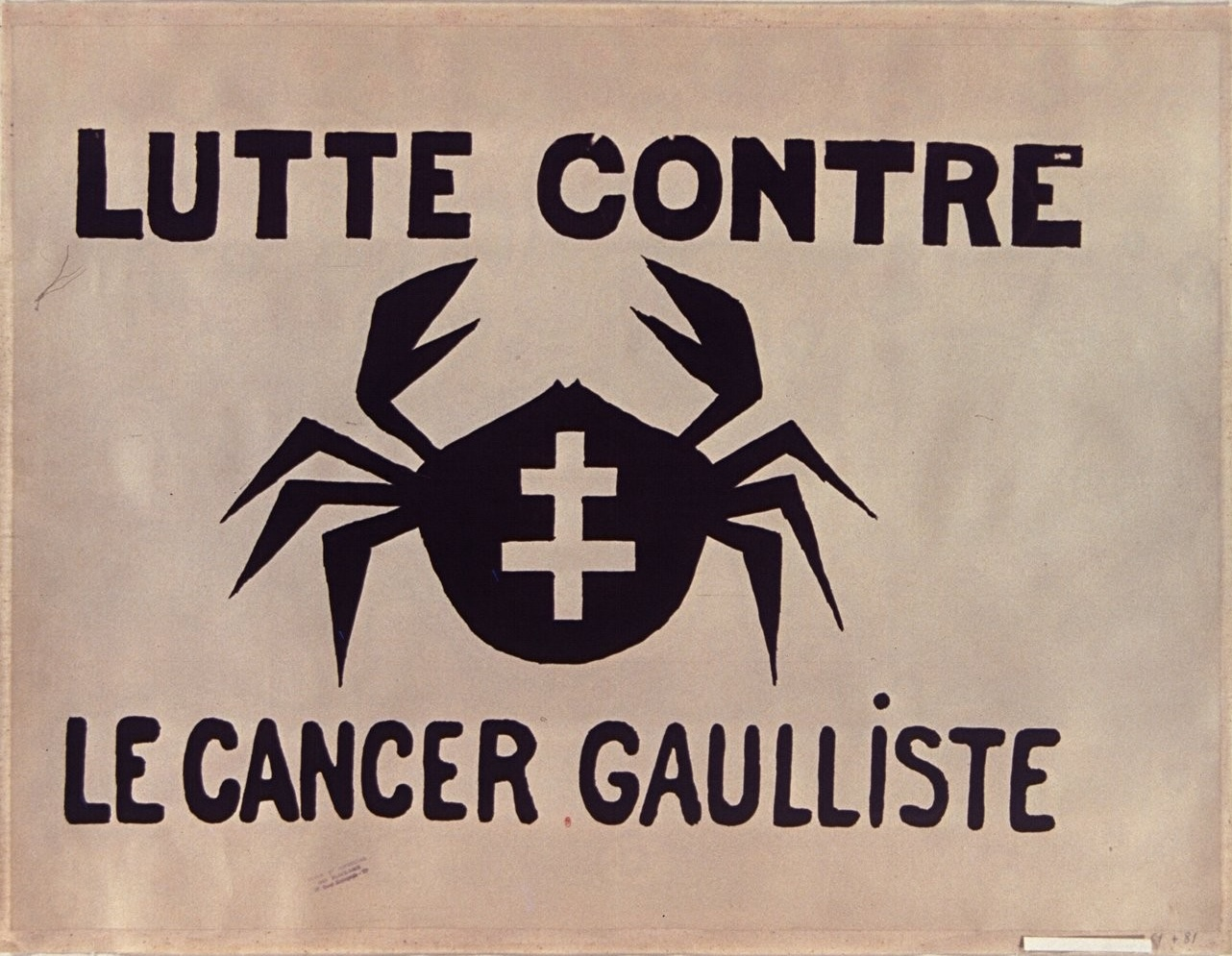
Affiche antigaulliste réalisée aux Beaux-Arts de Paris (mai 1968).

L'antigaullisme désigne l'opposition organisée au gaullisme en regroupant des personnalités, des groupes et des mouvements qui s'opposent aux conceptions tant politiques que philosophiques et jusqu'à la personne physique du général de Gaulle. Loin d'être un ensemble doctrinal rigide, l'antigaullisme est un mouvement aussi bien de droite que de gauche.

## Caractéristiques
L'historien Julian Jackson identifie quatre traditions de l’antigaullisme, plus ou moins véhémentes à l'égard du général de Gaulle et qui parfois se combinent sur certaines questions :
- des résistants intérieurs qui s'opposaient à son leadership et réfutaient l'idée selon laquelle toute la France aurait été résistante ;
- des partisans de la tradition républicaine qui considéraient son désir de gouverner personnellement comme une menace pour les normes et les traditions démocratiques, en particulier parlementaires. ;
- des hommes politiques de centre droit et de centre gauche, convaincus que le nationalisme du général de Gaulle était dépassé et désuet et qui s’opposaient donc à son scepticisme à l’égard de l’atlantisme ou de l’intégration européenne ;
- l’extrême droite, qui refusait de blâmer l'action du régime de Vichy ou d'accepter la décolonisation, en particulier en Algérie française.

Selon cet historien, l'antigaullisme communiste, contingent et circonstanciel, ne constitue pas à proprement parler une tradition. De Gaulle et les communistes sont plutôt deux « frères ennemis », rivaux et parfois complices sur certains points comme par exemple l'hostilité envers les États-Unis.

## Antigaullistes durant la guerre

### Régime de Vichy

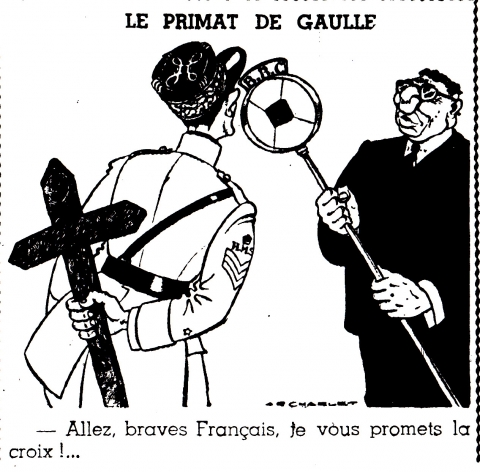
Caricature de De Gaulle réalisée par A.R. Charlet dans la revue collaborationniste L'Appel (29 mai 1941).

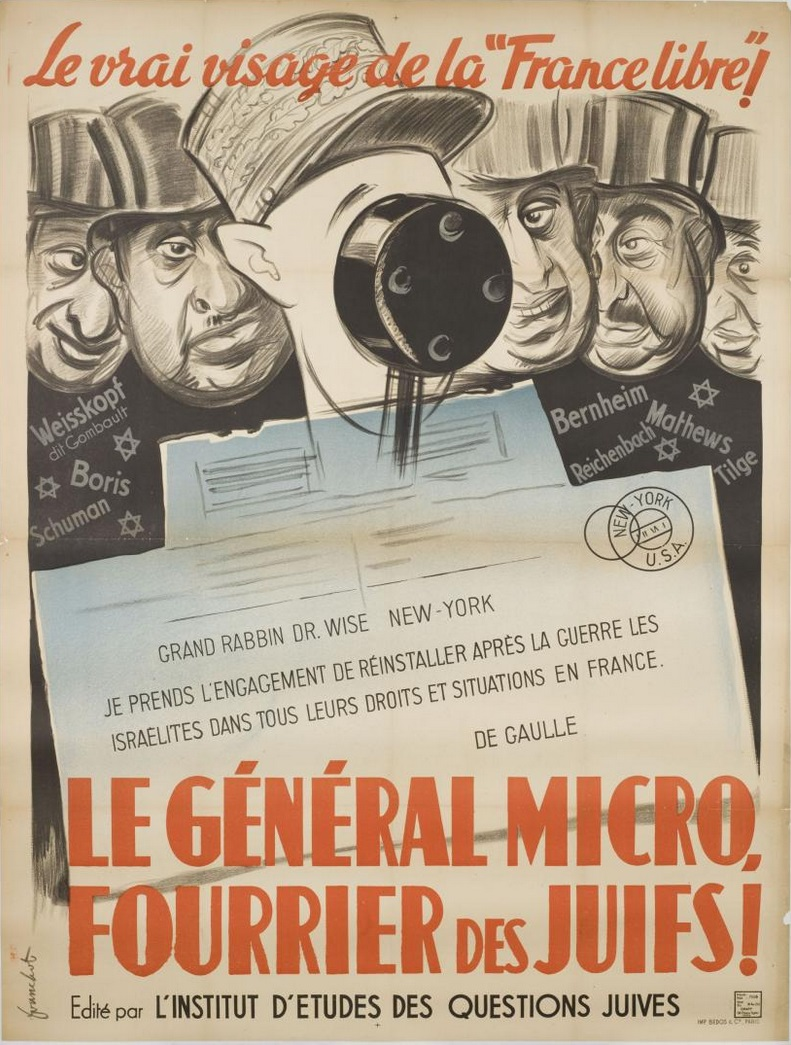
Affiche de propagande antisémite en antigaulliste éditée par l'Institut d'étude des questions juives en novembre 1941.

Durant la Seconde Guerre mondiale, l'antigaullisme en France est né à la suite de la déclaration du général dénonçant capitulation, dans un contexte où le signature d'un armistice est demandée par Philippe Pétain. Pour les partisans de Vichy, le gaullisme est associé à la Résistance intérieure française : de Gaulle a ainsi bafoué les valeurs d'ordre et d'autorité qui fondent le métier militaire en s'attaquant par le verbe et par les armes au maréchal Pétain, dont le gouvernement le condamne à mort pour « trahison, intelligence avec l'ennemi et désertion en pays étranger »,. Le régime collaborationniste mettra sur pied le Bureau des menées antinationales, dont un des objectifs est de combattre le gaullisme sous toutes ses formes.
En 1940, Charles Platon alors secrétaire d'État aux Colonies, tente par tous les moyens de s'opposer à des ralliements à de Gaulle. De son côté, le général Weygand jugera négativement son départ à Londres.
Charles Maurras le dénonce comme un traître, qui s'est vendu aux Britanniques, considérés selon lui comme « l'ennemi numéro un ».
Les collaborationnistes trouvent un nom aux émissions du « général Micro » à Radio Londres, le « Dingaullisme », qu'ils définissent comme « une épidémie caractérisée par une fébrilité frénétique, une agressivité en rupture totale avec la réalité », précisant, dans un humour douteux, qu'il « s'attrape, surtout, par les organes auditifs » et que « le plus souvent, il résulte d’une intoxication chronique par les ondes courtes. Certains malades ne peuvent plus se passer de leur drogue habituelle, et se relèvent, la nuit, pour boire, à Radio Londres, une coupe de messages « stupéfiants ». Il s’attaque de préférence aux natures débiles : femmes nerveuses, collégiennes impubères, vieillards inadaptés aux conditions nouvelles de vie, émigrés déracinés, oisifs de la zone non occupée ». Dans le même temps la Propaganda-Abteilung Frankreich diffuse les tracts dessinés par Marcel Mars-Trick dénonçant sur le même ton la « Dingaullite », maladie honteuse,.

### Les Alliés
Chez les Alliés, le sentiment antigaulliste se caractérise surtout par la méfiance vis-à-vis des positions antiaméricanistes et indépendantistes de De Gaulle et ses collaborateurs. La France libre fera tout avoir pour une place importante dans les prises de décisions militaires : elle refusera notamment le contrôle de ses territoires par les Alliés. En 1941, l'archipel français de Saint-Pierre-et-Miquelon est convoitée par le Canada et les États-Unis pour sa position stratégique. Malgré le véto américain, De Gaulle ordonnera le ralliement de Saint-Pierre-et-Miquelon à la France libre,.
Le président américain Roosevelt n'appréciait donc pas de Gaulle, ne lui reconnaissant aucune légitimé pour représenter la France tant militairement que politiquement et ira jusqu'à tenter de convaincre Churchill de se débarrasser de lui,. De son côté, le Premier ministre anglais écrit le 21 mai 1943 une lettre dans laquelle il dit « si nous devons à présent éliminer de Gaulle en tant que force politique. (...) Je suis tout prêt à défendre moi-même cette position au Parlement et je montrerai au monde que le mouvement anti-capitulard français autour duquel la légende de De Gaulle s'est bâtie et la réalité de cet homme vaniteux et même méchant n'ont plus rien à voir ensemble ».
Les deux chefs d'états lui préfèrent ainsi le général Giraud, qui n'apprécie pas l'homme de l'appel du 18 juin, le qualifiant même de fasciste et dont une lutte allait naitre entre les deux pour diriger la résistance française,.
Pour sa part, Staline jugeait de Gaulle comme une quantité négligeable et n'acceptera de signer un traité d'amitié entre la France Libre et l'URSS qu'avec la promesse que les forces communistes ne seront pas écarté du futur gouvernement provisoire ainsi que de cautionner la mise en place en Pologne d’un gouvernement baptisé Comité de Lublin,,.

### France Libre
Bien que l'amiral Muselier ait été le premier officier général à répondre à l'appel du général de Gaulle, il aura par la suite de graves divergences politiques avec ce dernier.
Arrivé à Londres pour continuer la lutte contre l'Allemagne, André Labarthe y fonde La France Libre, un journal fortement hostile à de Gaulle et constitue bientôt, avec les dirigeants du journal France et du groupe Jean-Jaurès, ainsi que quelques proches de l'amiral Muselier, un groupe informel d'opposants « de gauche » au général de Gaulle.

### Épuration à la Libération en France
Plusieurs personnalités dénonceront les exactions de certains membres des Forces françaises de l'intérieur, désignant de Gaulle comme principal responsable de ces répressions visant à éliminer de futurs opposants ou à régler des comptes,.

### Autre
En 1940, L'Humanité publie un article disant « Le Général de Gaulle et autres agents de la finance anglaise voudraient faire battre les Français pour la City et ils s’efforcent d’entraîner les peuples coloniaux dans la guerre. Les Français répondent le mot de Cambronne à ces messieurs ».
En 1944, Antoine de Saint-Exupéry écrit plusieurs lettres dans lesquels, il explique n'aimer ni l'entourage de de Gaulle ni ce dernier, ayant une vision rétive du gaullisme.

## Antigaullistes après guerre

### Cinquième République

#### Guerre d'Algérie (1954-1962)

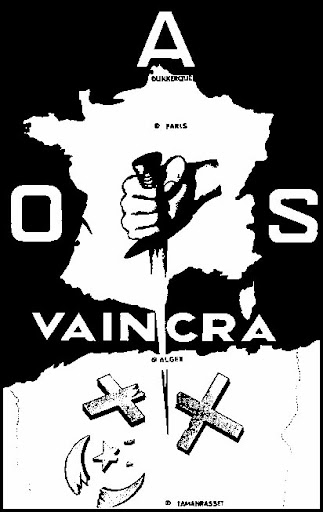
Affiche de l'OAS contre les mesures gaullistes en Algérie.

Charles de Gaulle opte dans un premier temps pour l'autodétermination puis s'achemine ensuite vers l'indépendance de l'Algérie.
Plusieurs hommes politiques de droite ne s'entendent pas sur les mesures prises par lui lors de la Guerre d'Algérie alors que des partisans de l'extrême droite tels que Pierre Lagaillarde et Guy Forzy, créent à la suite de la Semaine des barricades l'Organisation de l'armée secrète (OAS) : une organisation antigaulliste et terroriste clandestine, défendant la présence française en Algérie. D'autres hommes politiques de droite modérée s'insurgent contre la politique d'autodétermination, tel Roger Duchet, conseiller de la République de 1946 à 1959 et animateur du Centre national des indépendants et paysans (CNIP).
Lorsque se tient le référendum du 8 avril 1962 précédent les accords d'Évian, plusieurs dirigeants du CNIP (parti classé à droite) appellent à voter contre.
Le 21 avril 1961, une partie des militaires de l'armée française en Algérie, conduit par quatre généraux cinq étoiles déclenchent un putsch en réaction à la politique du président de Gaulle, qu'ils considèrent abandonner l'Algérie française. L'Esprit Public va jusqu'à le comparer à Hitler.
Le 8 septembre 1961 l'OAS tente d'assassiner de Gaulle lors de l'attentat du Pont-sur-Seine et le 22 août 1962, le lieutenant-colonel Jean Bastien-Thiry commande l'attentat du Petit-Clamart, visant à tuer le chef de l'état à cause des accords d'Évian établissant le cessez-le-feu en Algérie en plus du résultat de deux référendums portant sur l'autodétermination de ce pays,.
Plusieurs décennies après l'indépendance de l'Algérie, des anciens de l’OAS ainsi que des descendants de pieds-noirs et d'harkis continuent d'accuser de traitrise l'action du général.

#### Naissance de laVeRépublique: enjeux constitutionnels et politiques
Avec l'instauration de la Ve République, l'antigaullisme prend une nouvelle dimension. Il se nourrit des critiques contre la concentration des pouvoirs entre les mains du Président, de l'usage du référendum, et de la politique gaulliste. Des médias qualifient de coup d'État le vote d'investiture du général de Gaulle en 1958, qui mènera par la suite naissance à la Cinquième République,,.
Cet évènement politique provoque une division de la droite et certains, comme Henri Dorgères, votent l'investiture du général. D'autres s'y opposent fermement, comme Jacques Isorni, déclarant notamment : « Le défenseur de Louis XVI ne peut voter pour Robespierre ».
Gaston Monnerville, président du Sénat, accuse Pompidou de « forfaiture » à propos du référendum sur l’élection du président de la République proposé par de Gaulle en 1962. Faute de pouvoir le renverser, les antigaullistes du centre et de la droite censurent le gouvernement Pompidou. Paul Reynaud sera le premier à apposer sa signature sur la motion, votée par 109 députés CNIP sur 121.

#### Politiques menées par de Gaulle
Dès 1946, certains des adversaires de droite de Charles de Gaulle apparaissent au sein même du MRP, longtemps présenté comme fidèle au gaullisme durant la Seconde Guerre mondiale (ses membres étaient des Résistants), des divergences idéologiques apparaissant, notamment sur l'intégration européenne de la France.
Durant le mandat de Charles de Gaulle, certains dénoncent ses politiques économiques et monétaires. Son projet d'instaurer la participation des travailleurs aux bénéfices des entreprises inquiète le patronat et les milieux d'affaires.
Jean-Marie Le Pen fut dès le départ un antigaulliste, en fondant son parti politique en réaction à sa politique même s'il reconnaît au général « son intuition, juste, de la victoire alliée » et admet que « quitter l’Algérie était sans doute inéluctable », en raison notamment de « la démographie »,.
Certains Pères de l'Europe tel Paul-Henri Spaak ou Jean Monnet jugent le général de dangereux adversaire et de fossoyeur de l’unité européenne, déplorant sa politique aveugle et dépassée, la jugeant incapable de comprendre les exigences d’une Europe unie.
Bien que Valéry Giscard d'Estaing ne quitte pas le mouvement gaulliste, il n'en affirme pas moins l'importance de faire des propositions différentes et incarnera un nouveau style présidentielle loin de la tradition gaulliste-pompidolienne,.

#### De gauche
Contrairement à la droite, la gauche française n'est pas réellement divisée sur les positions vis-à-vis des politiques menées par de Gaulle, notamment car ce dernier est avant tout un homme de droite[source insuffisante]. Ainsi, la plupart des hommes politiques de gauche s'opposent aux mesures gaullistes durant la Cinquième république.
Du côté de la presse écrite, Le Canard enchaîné sera l'un des premiers à critiquer ouvertement le retour au pouvoir du général, craignant une République aux ordres d'un seul homme et lui consacrera chaque semaine une chronique intitulé « La Cour. Chronique du Royaume » dans laquelle de Gaulle est représenté sous les traits du monarque Louis XIV.

##### Le Parti communiste français
Durant la Seconde Guerre mondiale, plusieurs communistes français rejoignent Charles de Gaulle dans la Résistance, comme Jean Moulin. Néanmoins, les communistes s'opposent plus tard au général sur les pouvoirs de l'Assemblée constituante, sur les institutions et sur la nature même du régime. Quand est créé le RPF, le PCF accuse de Gaulle de n'être ni démocrate ni républicain mais de défendre le capitalisme et le patronat. Jusqu'en 1958, il sera qualifié de « fasciste » ou « d'apprenti dictateur au service du grand capital ».

##### Les socialistes
Dès 1947, les socialistes, et plus particulièrement Vincent Auriol, élu Président de la République, considèrent le RPF comme un mouvement regroupant entre autres des nostalgiques du régime de Vichy et des fascistes. Plusieurs socialistes se sont ralliés à de Gaulle lors de la naissance de la Cinquième République, comme Guy Mollet. Mais la pratique gaullienne va très vite s'éloigner de leur conception parlementaire des institutions et les amener à l'accuser d'exercer un pouvoir personnel et d'ignorer les réalités du pays, s'opposant notamment à la proposition de de Gaulle d'élire le président de la République au suffrage universel direct.

##### La gauche modérée
Les figures principales de l'antigaullisme de gauche modérée sont Pierre Mendès France et François Mitterrand. Ce dernier publie en 1964 Le Coup d'État permanent, dénonçant la pratique du pouvoir personnel du général,, et est le candidat des gauches au second tour contre de Gaulle lors de l'élection présidentielle de 1965.

##### Confédération générale du travail
Dans les années 1950 et au début des années 1960, la CGT sera particulièrement active contre de Gaulle, qu'elle accuse d'être le parti américain,.

#### Mai 68

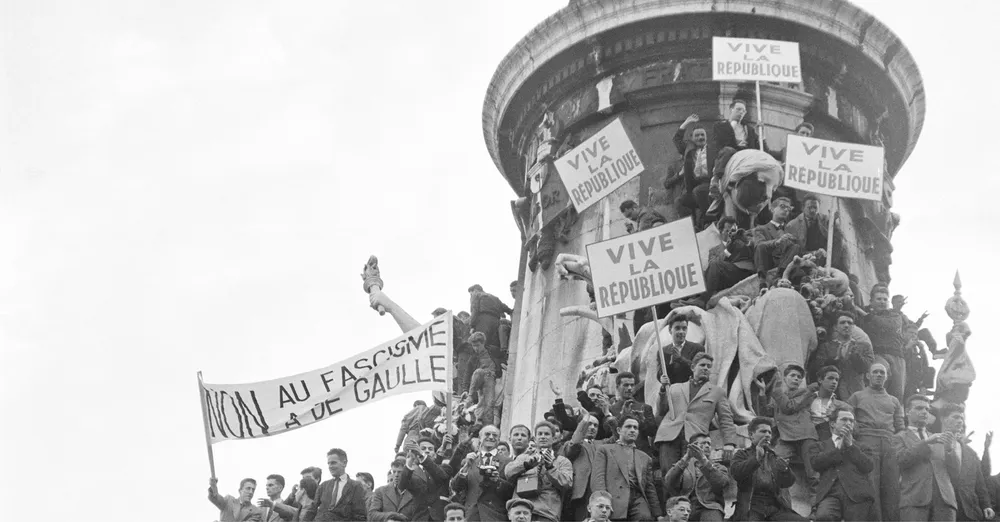
Manifestation contre les politiques de De Gaulle (29 mai 1968).

Durant les évènements de Mai 68, de manière générale, tous les manifestants rejettent le pouvoir gaulliste qu'il jugent tour à tour dictatorial, dépassé et non légitime.

### À l'échelle internationale
Les positions indépendantistes de Charles de Gaulle vis-à-vis du Québec, manifestées notamment par son discours « Vive le Québec libre ! » à Montréal, refroidissent le lien entre le président de la République et le Canada, et accessoirement, le monde anglophone. Des politiciens canadiens, comme le chef de l'opposition John Diefenbaker ou le premier ministre Lester B. Pearson dénoncent la pratique gaullienne, allant jusqu'à déclarer de Gaulle persona non grata. En réaction, certains journaux anglophones publient des articles antigaullistes, comme le Windsor Star traitant de Gaulle de « dictateur ».
Dès l'après-guerre, les communistes italiens dénonceront de Gaulle comme un fasciste, le qualifiant d'apprenti dictateur tout en dénonçant régulièrement sa politique européenne voir mondiale.
L'URSS parlera de de Gaulle comme d'un politicien monarchiste et clérical qui préconise l'établissement d'une dictature fasciste.
Dans les années 1960, les antigaullistes de pays latino-américains tel Germán Arciniegas, atlantiste convaincu, voient dans la politique latino-américaine de la France la tentative d’immixtion de l’URSS dans les affaires continentales à partir de Cuba.
En novembre 1962, alors que le ministre fédéral allemand de la défense Kai-Uwe von Hassel est en voyage aux États-Unis pour conclure un accord militaire germano-américain, certains parlent d'une opération antigaulliste visant à saper les efforts de rapprochement entre la France et l'Allemagne de l'Ouest.
En 1967, à la suite d'un énième véto de de Gaulle sur l'adhésion de la Grande Bretagne à la Communauté économique européenne, le quotidien néerlandais NRC Handelsblad publie un article dans lequel il affirme que la Cinquième République du général n'est pas un exemple de démocratie, cherchant à dominer ses voisins en imposant ses idées sur ce que devrait être l'Europe.

### Zone d'occupation française en Allemagne
Vers la fin des années 1950, dans la crainte de préparation d’activités clandestines visant à préparer un retour illégal de leur chef, les agents du Service de Sécurité de la Défense Nationale et des Forces Armées accrurent leur surveillance des officiers stationnés en zone d'occupation et fichés comme adhérents au gaullisme.

### Documentaire
- 2020 : Ils détestaient de Gaulle réalisé par Patrick Jeudy[69].

#### Sources primaires
- Louis Rougier, Le bilan du Gaullisme, FeniXX, 1er janvier 1946, 36 p. (ISBN 978-2-307-26079-0, lire en ligne).
- Henri de Kérillis (préf. Claude Quétel), De Gaulle, dictateur : Édition présentée et annotée par Claude Quétel, Perrin, 4 juin 2020, 400 p. (ISBN 978-2262086015).

#### Études historiques
- Pierre Guillaume, Gaullisme et antigaullisme en Aquitaine, Presses universitaires de Bordeaux, 1990 (ISBN 978-2-86781-101-2)
- Guy Forzy, Ça aussi, c'était De Gaulle !, Editions Dualpha, 1er juillet 2004, 850 p. (ISBN 978-2915461213)
- Philippe Foro, L'antigaullisme : Réalités et représentations (1940-1953), Honoré Champion, 2003, 426 p. (ISBN 978-2745309013)
- Robert Belot, La Résistance sans de Gaulle : politique et gaullisme de guerre, Fayard, 2006, 668 p. (ISBN 978-2213629544)[70]
- François Broche, Une histoire des antigaullismes des origines à nos jours, Bartillat, 2007, 627 p. (ISBN 978-2841003952)
- François Broche, Ils détestaient De Gaulle, Tallandier, 2020, 344 p. (ISBN 979-1021044869)
- Serge Berstein, Pierre Birnbaum, Jean-Pierre Rioux et Frédéric Fogacci, chap. 13 « Gaullisme et antigaullisme des élites politiques (1945-1969) », dans De Gaulle et les élites, La Découverte, 2008 (DOI 10.3917/dec.rioux.2008.01.0241, lire en ligne), p. 241 -258
- Fabien Conord, chap. IV « Anticommunisme et antigaullisme (1946-1968) », dans Les élections sénatoriales en France, Presses universitaires de Rennes, 2016 (DOI 10.4000/books.pur.45628, lire en ligne), p. 99-131.